# Eizo Yuguchi
Eizo Yuguchi (湯口 栄蔵, Yuguchi Eizo, Osaka, 4 juli 1945 – Nara, 2 februari 2003) was een Japans voetballer die als middenvelder speelde.

## Clubcarrière
In 1964 ging Yuguchi naar de Kansai University, waar hij in het schoolteam voetbalde. Nadat hij in 1968 afstudeerde, ging Yuguchi spelen voor Yanmar Diesel. Met deze club werd hij in 1971 kampioen van Japan. Yuguchi veroverde er in 1968 en 1970 de Beker van de keizer. In 5 jaar speelde hij er 66 competitiewedstrijden en scoorde 3 goals. Yuguchi beëindigde zijn spelersloopbaan in 1972.

## Japans voetbalelftal
Yuguchi debuteerde in 1969 in het Japans nationaal elftal en speelde vijf interlands, waarin hij één keer scoorde.

## Statistieken
| Japans voetbalelftal | Japans voetbalelftal | Japans voetbalelftal |
| Jaar                 | Wed.                 | Dlp.                 |
| -------------------- | -------------------- | -------------------- |
| 1969                 | 1                    | 0                    |
| 1970                 | 4                    | 1                    |
| Totaal               | 5                    | 1                    |